# قائمة مؤسسات جامعة مدينة نيويورك

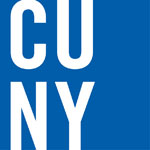

جامعة مدينة نيويورك (بالإنجليزية: The City University of New York) هو النظام الجامعي العام في مدينة نيويورك. تتكون جامعة مدينة نيويورك من ثلاثة أنواع من المؤسسات هي: الكليات العليا التي تمنح شهادة البكالوريوس وأحيانا الماجستير ودبلوم الدراسات الجامعية العامة. كليات المجتمع، التي تمنح شهادة دبلوم الدراسات الجامعية العامة. والدراسات العليا أو المدارس المهنية. من عام 2009 تم اعتبار جامعة مدينة نيويورك هي أكبر جامعة عامة في المناطق الحضرية في الولايات المتحدة، حيث بلغ عدد المسجلين فيها أكثر من 400,000 طالب وطالبة.
جامعة مدينة نيويورك (CUNY) وجامعة ولاية نيويورك (SUNY) هي أنظمة جامعية مختلفة، على الرغم من أن كلاهما من المؤسسات العامة التي تتلقى تمويلا من ولاية نيويورك. يوجد 64 حرم جامعي في جامعة ولاية نيويورك و24 حرم جامعي في جامعة مدينة نيويورك، اللذان هما جزء من جامعة ولاية نيويورك (USNY). جامعة ولاية نيويورك (USNY)هي المنظمة الشاملة الحكومية لمعظم المؤسسات المتعلقة بالتعليم والعديد من العاملين بمجال بالتعليم (القطاعين العام والخاص) في ولاية نيويورك، والتي تشمل، كعنصر من عناصر، وزارة التربية والتعليم ولاية نيويورك.
وقد تم اعتماد كافة هذه المدارس من قبل رابطة الولايات الوسطى للكليات والمدارس، إلى جانب الاعتمادات الموجهة لبرامج محددة الأخرى التي تحتفظ بها الجامعات الفردية، مثل جمعية لكليات مسبقة من الأعمال ورابطة الجماعة كليات إدارة الأعمال والبرامج.

## المؤسسات
| صورة                                                                             | الاسم                                             | البلدة      | التأسيس[a] | النوع               | عدد الملتحقين | إنثى/ذكر | المراجع                     | ملاحظات                                                              |
| -------------------------------------------------------------------------------- | ------------------------------------------------- | ----------- | ---------- | ------------------- | ------------- | -------- | --------------------------- | -------------------------------------------------------------------- |
|                                                                                  | كلية باروخ                                        | مانهاتن     | 1968       | بكالوريوس           | 16,097        | 48%/52%  | [ 12 ] [ 13 ] [ 14 ] [ 15 ] | —                                                                    |
| The City College Performing Arts building in Harlem, named after Aaron Davis     | كلية مدينة نيويورك                                | مانهاتن     | 1847       | بكالوريوس           | 14,392        | 48%/52%  | [ 16 ] [ 17 ] [ 18 ] [ 19 ] | —                                                                    |
| The Graduate Center's main building.                                             | مركز الدراسات العليا، جامعة مدينة نيويورك         | مانهاتن     | 1961       | خريج جامعة          | 4,543         | 43%/57%  | [ 20 ] [ 21 ] [ 22 ]        | —                                                                    |
| غرب شارع 40                                                                      | جامعة مدينة نيويورك مدرسة الدراسات العليا للصحافة | مانهاتن     | 2006       | خريج جامعة          | 99            | 38%/62%  | [ 23 ]                      | —                                                                    |
| المبنى الشمالي في بارك افنيو (2010)                                              | كلية هانتر                                        | مانهاتن     | 1870       | بكالوريوس           | 20,845        | 30%/70%  | [ 24 ] [ 25 ] [ 26 ] [ 27 ] | —                                                                    |
| قاعة هارنير                                                                      | كلية جون جاي للعدالة الجنائية                     | مانهاتن     | 1964       | بكالوريوس           | 14,841        | 40%/60%  | [ 28 ] [ 29 ] [ 30 ] [ 31 ] | معروفة بكلية العلوم الشرطية                                          |
|                                                                                  | ماكولاي كلية الشرف                                | مانهاتن     | 2001       | بكالوريوس           | 1,300         | [b]      | [ 32 ]                      | —                                                                    |
| المدخل الرئيسي                                                                   | كلية المجتمع في مانهاتن                           | مانهاتن     | 1963       | كلية المجتمع        | 19,259        | 40%/60%  | [ 33 ] [ 34 ] [ 35 ] [ 36 ] | —                                                                    |
| جامعة مدينة نيويورك SPS الحرم الجامعي في 119 W. 31 شارع NYC                      | كلية الدراسات المهنية، جامعة مدينة نيويورك        | مانهاتن     | 2003       | خريج جامعة          | 826           | 29%/71%  | [ 37 ]                      | —                                                                    |
|                                                                                  | كلية الصحة العامة، جامعة مدينة نيويورك            | مانهاتن     | 2008       | خريج جامعة          | 00000 !       | [c]      | [ 38 ]                      | —                                                                    |
|                                                                                  | مدرسة صوفي ديفيس الطبية الحيوية التعليم           | مانهاتن     | 1973       | خريج جامعة          | 425           | [b]      | [ 39 ]                      | —                                                                    |
| قاعة ستانفورد الأبيض المصممة للغات                                               | برونكس، كلية المجتمع                              | ذا برونكس   | 1957       | كلية المجتمع        | 9,003         | 38%/62%  | [ 40 ] [ 41 ] [ 42 ] [ 43 ] | —                                                                    |
| المشاة الممشى على جراند الكونكورس ربط نصفين من الحرم الجامعي Hostos.             | هوستوز، كلية المجتمع                              | ذا برونكس   | 1968       | كلية المجتمع        | 5,112         | 29%/71%  | [ 44 ] [ 45 ] [ 46 ] [ 47 ] | —                                                                    |
| The music building and quad of Lehman College.                                   | كلية ليمان                                        | ذا برونكس   | 1968       | بكالوريوس           | 10,922        | 28%/72%  | [ 48 ] [ 49 ] [ 50 ] [ 51 ] | سابقاً كان فرع برونكس من كلية هانتر                                   |
| The east quadrangle of Brooklyn College                                          | كلية بروكلين                                      | بروكلين     | 1930       | ماجستير و بكالوريوس | 16,087        | 37%/63%  | [ 52 ] [ 53 ] [ 54 ] [ 55 ] | —                                                                    |
|                                                                                  | كلية تكنلوجيا نيويورك                             | بروكلين     | 1946       | بكالوريوس           | 13,502        | 51%/49%  | [ 56 ] [ 57 ] [ 58 ] [ 59 ] | —                                                                    |
| Oceanside view of Kingsborough Community College's campus.                       | كينجسبورووغ، كلية المجتمع                         | بروكلين     | 1963       | كلية المجتمع        | 14,962        | 42%/58%  | [ 60 ] [ 61 ] [ 62 ] [ 63 ] | —                                                                    |
| File:Medgar Evers College building A.jpg                                         | كلية مدغار إيفرز                                  | بروكلين     | 1969       | بكالوريوس           | 5,550         | 25%/75%  | [ 64 ] [ 65 ] [ 66 ] [ 67 ] | —                                                                    |
| A view to the North West of the 204 acre campus of the College of Staten Island. | كلية جزيرة ستاتن                                  | جزيرة ستاتن | 1976       | بكالوريوس           | 12,517        | 39%/61%  | [ 68 ] [ 69 ] [ 70 ] [ 71 ] | نتيجة لاندماج كلية ريتشموند (1965) وجزيرة ستاتن كلية المجتمع (1955). |
|                                                                                  | لاغوارديا، كلية المجتمع                           | كوينز       | 1971       | كلية المجتمع        | 15,169        | 38%/62%  | [ 72 ] [ 73 ] [ 74 ] [ 75 ] | —                                                                    |
| The central quadrangle of Queen's College.                                       | كلية كوينز                                        | كوينز       | 1937       | بكالوريوس           | 18,728        | 37%/63%  | [ 76 ] [ 77 ] [ 78 ] [ 79 ] | —                                                                    |
|                                                                                  | كوينزبيرغ كلية المجتمع                            | كوينز       | 1958       | كلية المجتمع        | 13,359        | 43%/57%  | [ 80 ] [ 81 ] [ 82 ] [ 83 ] | نقل من جامعة ولاية نيويورك إلى نظام جامعة مدينة نيويورك في عام 1965. |
|                                                                                  | كلية القانون، جامعة مدينة نيويورك                 | كوينز       | 1983       | خريج جامعة          | 420           | 35%/65%  | [ 84 ] [ 85 ] [ 86 ]        | —                                                                    |
|                                                                                  | كلية يورك، جامعة مدينة نيويروك                    | كوينز       | 1966       | بكالوريوس           | 6,727         | 33%/67%  | [ 87 ] [ 88 ] [ 89 ] [ 90 ] | —                                                                    |

## وصلات خارجية
- الموقع الرسمي لجامعة مدينة نيويورك